# 52º Reggimento fanteria "Alpi"
Il 52º Reggimento fanteria "Alpi" è stata un'unità militare del Regio Esercito Italiano e, successivamente dell'Esercito Italiano con la denominazione di 52º Reggimento fanteria d'arresto "Alpi" e poi di 52º Battaglione fanteria d'arresto "Alpi".

## Storia

### Le origini
Il 52º reggimento fanteria "Alpi" discende dai tre reggimenti di volontari, formati nella primavera del 1859, in previsione della guerra contro l'Austria, nei depositi di Cuneo il 20 febbraio, di Acqui il 17 marzo e di Savigliano il 20 marzo. In attuazione del decreto 17 marzo che prevedeva la costituzione del Corpo Cacciatori delle Alpi si iniziò a formare il 1º Reggimento al quale venne affiancato, il successivo 7 aprile, il 2º Reggimento. Il 17 aprile con il personale affluito ad Acqui prese vita anche il Corpo Cacciatori degli Appennini che a pochi giorni dalla formazione passò alle dipendenze del Ministero della Guerra. Formatosi il 4 maggio un nuovo reggimento, il Corpo Cacciatori delle Alpi, composto dai tre reggimenti (1º, 2º e 3º), da una compagnia guide a cavallo ed una compagnia bersaglieri, viene posto al comando di Giuseppe Garibaldi nominato Maggior Generale dell'Armata Sarda, nei cui ranghi il Corpo, costituitosi a livello di brigata, entrò a far parte, prendendo parte alla seconda guerra di indipendenza
Allo scoppio delle ostilità, varcato il Ticino nei pressi di Sesto Calende, la brigata iniziò la sua travolgente avanzata, battendo gli Austriaci a Varese e a San Fermo, liberando in rapida successione Varese, Como, Bergamo e Brescia, terminando la campagna allo Stelvio.
Con Regio decreto del 14 maggio 1860 la Brigata fu incorporata nell'Armata Sarda con la denominazione di "ALPI" ed ordinata su due Reggimenti, il 51º e il 52º. Con lo scioglimento nel 1871 delle brigate permanenti, i due Reggimenti vennero denominati rispettivamente 51º e 52º Reggimento Fanteria (Alpi). Nel 1881 essi furono nuovamente riuniti nella Brigata "Alpi" (51º e 52º Reggimento Fanteria). Fra il 1895 e il 1896 il 52º Reggimento Fanteria, per la guerra italo-abissina, concorse alla formazione dei Battaglioni di Cacciatori d'Africa, battendosi eroicamente ad Adua il 1º marzo 1896.
Successivamente il reggimento venne mobilitato per la guerra italo-turca, a Tripoli, il 10 novembre 1911, che avrebbe portato nel 1912 alla conquista della Libia. Per il suo comportamento durante il conflitto alla bandiera del reggimento venne conferita la Medaglia d'oro al valor militare.

### Nella prima guerra mondiale (1915-1918)
Il reggimento che aveva sede a Spoleto, nel corso della prima guerra mondiale inquadrato nella Brigata "Alpi" ha preso parte alla Dodicesima battaglia dell'Isonzo ripiegando poi sul fronte del Piave, dopo essersi distinto alla Marmolada, al Passo Fedaia, al Sasso di Mezzodì, al Col di Lana, al Ponte di Vidor, sul Grappa. Nel 1918 il reggimento segue in Francia la Brigata "Alpi", che, al comando del colonnello brigadiere Peppino Garibaldi, venne inviata sul fronte occidentale a combattere col II Corpo d'armata italiano in Francia del generale Albricci; al comando del I° Battaglione del reggimento, dal dicembre 1917 all'ottobre 1918, il maggiore Ricciotti Garibaldi, mentre l'ultimo comandante del III° Battaglione nel corso della campagna in Francia è stato il tenente colonnello Ubaldo Soddu che ha sostituito il maggiore Giuseppe Mariotti, caduto sul campo il 15 luglio 1918. In Francia il reggimento ha combattuto a Bligny, Bois de Courton, sul fiume Aisne, Sissonne, Vauxerre, Chemin des Dames, Rozoy-sur-Serre. Al reggimento vennero conferite la Croce di Cavaliere dell’Ordine Militare di Savoia e due medaglie d'argento al Valor Militare, la prima per il combattimento sul Col di Lana, la seconda per la campagna di Francia.
Comandanti del Reggimento durante la prima guerra mondiale
- Colonnello Federico Trulla, dal 24 maggio 1915 all'll novembre 1915
- Colonnello Pietro Cleijeses, dall'll novembre 1915 al 14 luglio 1918
- Tenente colonnello Enea Chiodelli, dal 14 al 17 luglio 1918.
- Colonnello Luigi Celebrini di San Martino, dal 29 luglio 1918 al termine della guerra.

### Periodo tra le due guerre mondiali
In seguito al Regio decreto 11 marzo 1926, sull'ordinamento del Regio Esercito venne articolato su due battaglioni ed a seguito della formazione delle Brigate su tre reggimenti venne assegnato alla XXII Brigata di fanteria assieme al 51º Reggimento fanteria "Alpi" ed all'81º Reggimento fanteria "Torino".
Il 1º ottobre 1934 ha assorbito la Scuola Allievi Ufficiali di complemento di Spoleto, e articolato due battaglioni allievi ed uno truppa, assumendo la denominazione 52º Reggimento fanteria "Scuola".
In occasione dell Guerra d'Etiopia del 1935-1936 il reggimento ha fornito a corpi e reparti vari mobilitati 15 ufficiali e 123 soldati.

### Nella seconda guerra mondiale (1939-1945)
Trasferita la sede del comando a Terni nel 1939 persa la connotazione di reggimento di formazione, nel 1940 il Reggimento riprende la denominazione di 52º Reggimento fanteria "Alpi" e viene inquadrato nella 22ª Divisione fanteria "Cacciatori delle Alpi" insieme al 51º Reggimento fanteria "Alpi" e al 1º Reggimento artiglieria per divisioni di fanteria. Il 10 giugno 1940, giorno dell'entrata in guerra dell'Italia nel secondo conflitto mondiale, il Reggimento aveva la seguente configurazione organica: comando e compagnia comando, tre battaglioni fucilieri, compagnia mortai da 81, batteria armi di accompagnamento da 65/17 e risultava schierato sul fronte alpino occidentale.
Dopo l'armistizio con la Francia, il reggimento nel 1941 venne rischierato sul fronte greco-albanese e dopo aver concluso la campagna di Grecia il Reggimento venne impiegato in operazioni di polizia in Jugoslavia dove ha operato nel 1942/43 con compiti di presidio e controguerriglia, fino allo scioglimento avvenuto l'8 settembre 1943, nella zona di Lubiana, a seguito degli eventi che determinarono l'armistizio.
Comandanti (1926-1943)
- Colonnello Fausto Pandolfini
- Colonnello Domenico Siciliani
- Tenente colonnello Luigi Bellardini (int.)
- Colonnello Gabriele Vallo
- Colonnello Nicola Spinelli
- Colonnello Emilio Giglioli
- Tenente colonnello Domenico Aurilla (interim)
- Colonnello Paolo Angioj
- Tenente colonnello Sergio Pinelli
- Colonnello Ugo Pucci
- Colonnello Salvatore d'Agostino
- Colonnello Luigi Maggiore-Perni
- Tenente colonnello Ottorino Casali
- Colonnello Umberto Morandi
- Colonnello Umberto Scalcino

### La ricostituzione
Il reggimento venne ricostituito il 1º luglio 1958 a Cuneo, per trasformazione del 2° CAR e nel giugno 1963 trasferito a Fossano.  Il 22 settembre 1964, nel quadro del riordinamento delle Forze destinate al presidio delle opere fortificate, il Reggimento venne trasferito nel Friuli e dislocato alla Frontiera Orientale assumendo la denominazione di 52º fanteria d'arresto "Alpi" alle dipendenze della Divisione fanteria "Mantova", con sede del comando a Tarcento. In occasione del terremoto che ha devastato il Friuli, il 6 maggio 1976 e successivamente il 15 settembre, il reggimento ha preso parte alle operazioni di soccorso alle popolazioni colpite, meritandosi una Medaglia di Bronzo al Valore dell’Esercito. La caserma "Urli" di Tarcento, sede del reggimento per i gravi danni subiti, venne dichiarata inagibile, mentre la caserma "Grimaz" di Attimis aveva subito danni che vennero riparati nell'arco di quattro mesi.

### 52º Battaglione fanteria d'arresto "Alpi"

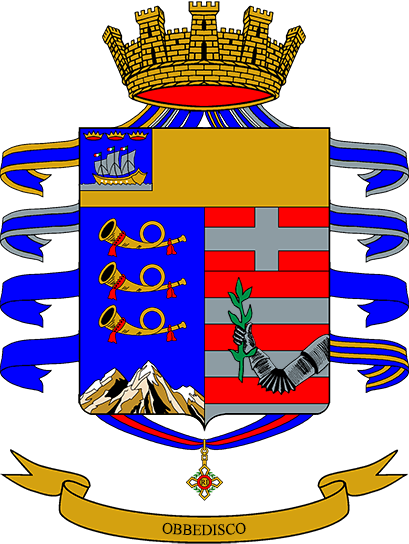
Stemma araldico del 52º Battaglione fanteria d'arresto "Alpi"

Il 1º ottobre 1976, nel quadro della ristrutturazione dei reparti dell'Esercito Italiano, il 52º Reggimento fanteria venne sciolto e la sua bandiera di guerra, le glorie e le tradizioni, ereditate dal 1º Battaglione, che assunse assumendo la denominazione di 52º Battaglione fanteria d'arresto "Alpi" con sede ad Attimis e Grupignano alle dipendenze della Divisione meccanizzata "Mantova".  Dal 1º ottobre 1986 a seguito dell'abolizione del livello divisionale, il Battaglione passò alle dipendenze della Brigata meccanizzata "Mantova". Il 1º agosto 1987 il Battaglione ha acquisito la caserma "Sergio Vescovo" di Purgessimo, gia del 120º Battaglione fanteria d'rresto "Fornovo". Il 7 luglio 1991 il battaglione venne trasferito alla Caserma "Zucchi Lanfranco" di Cividale del Friuli. Nella seconda metà degli anni ottanta la casermetta di Canebola, nel comune di Faedis, affidata al 52º battaglione fanteria d'arresto "Alpi", è rimasta tristemente famosa in quanto vi si svolgevano brutali episodi di nonnismo ai danni delle nuove reclute in servizio militare di leva (episodio del piccone), con alcuni militari condannati dalla procura militare di Padova. La casermetta, a nord dell'abitato, era una fortificazione, all’incrocio delle strade per Subit e Masarolis, che si sviluppava anche sul versante nord del monte e controllava l’accesso dalla Jugoslavia attraverso la valle del torrente Rieca.
Con la fine della guerra fredda, venuta meno l'esigenza di disporre di forze d'arresto lungo il confine orientale nella cosiddetta soglia di Gorizia il 1º aprile 1993 il battaglione viene trasferito presso la Caserma "Luciano Capitò" di Portogruaro, in provincia di Venezia assumendo la denominazione di 52º Battaglione "ALPI" con funzioni di CAR, per essere sciolto il 29 agosto 1996. La Bandiera di guerra è custodita presso l'Altare della Patria al sacrario delle bandiere del Vittoriano a Roma.

## Stemma
Stemma concesso con decreto del presidente della Repubblica del 18 marzo 1962.
Il capo d'oro rappresenta la medaglia d'oro al valor militare e il quartier franco ricorda la battaglia di Sidi Bilal (20 settembre 1912) durante la guerra italo-turca in quanto il veliero d'oro sul mare d'argento è l'emblema di Tripoli. I monti e i corni da caccia alludono al nome di Cacciatori delle Alpi, il nastro rosso ricorda l'origine garibaldina del reparto. La seconda partizione ricorda la città di Cuneo, dove il 52º fu ricostituito nel dopoguerra con funzioni addestrative: il capo di Savoia e il fasciato sono infatti una brisura dell'arme di Cuneo mentre il braccio con armatura tenente un ramoscello di alloro simboleggia il valore spirituale ed educativo della vita militare.

## Insegne e Simboli
- Il Reggimento indossava il fregio della Fanteria (composto da due fucili incrociati sormontati da una bomba con una fiamma dritta). Al centro nel tondino era riportato il numero "52".
- Le mostrine del reggimento erano rettangolari di colore verde. Alla base della mostrina si trovava la stella argentata a 5 punte bordata di nero, simbolo delle forze armate italiane.
- La cravatta della divisa era di colore Rosso (di tradizione Garibaldina)

## Motto del Reggimento
Il motto del 52º Reggimento fanteria "Alpi" «Obbedisco!» deriva dalla risposta data al termine della Terza Guerra d'Indipendenza, il 21 luglio 1866, da Giuseppe Garibaldi che conquistò, alla testa dei suoi uomini, l'abitato di Bezzecca. Con questa vittoria era aperta la strada per Trento, ma la guerra terminò dopo pochi giorni per cui Garibaldi ricevette l'ordine di sospendere le operazioni e di abbandonare il territorio occupato. Fedele al suo innato senso di disciplina, Garibaldi rispose telegraficamente “Obbedisco” (9 agosto 1866) che è diventato il motto del 52° a seguito del regio decreto del 6 giugno 1932.

## Festa del reggimento
La festa del reggimento si celebrava il 20 settembre, anniversario della battaglia di i Sidi Bilal.

## Persone legate al Reggimento
- Paolo Angioy
- Curzio Malaparte

Il 15 luglio 1915 da Perugia parte la brigata Cacciatori delle Alpi comprendente 23 volontari repubblicani pratesi tra i quali il giovane fante Curzio Suckert (Malaparte), promosso ufficiale nell'ottobre 17, alfiere durante la ritirata conseguente a Caporetto, e ufficiale durante la campagna di Francia del 18 dove rimase ferito durante un bombardamento con i gas, nella campagna di Bligny guadagnandosi la ricompensa al valore.